# Berkley (Iowa)
Berkley – miasto w Stanach Zjednoczonych, w stanie Iowa, w hrabstwie Boone.

## Demografia
W 2000 liczyło 24 mieszkańców. W 2023 liczba mieszkańców spadła do 21 osób, a gęstość zaludnienia do 42 osób/km². Jest to, prawdopodobnie, najmniejsza miejscowość całego stanu Iowa.